# Zaborne Gumna
Zaborne Gumna (biał. Заборныя Гумны; ros. Заборные Гумны) – wieś na Białorusi, w obwodzie witebskim, w rejonie brasławskim, w sielsowiecie Słobódka.

## Historia
W czasach zaborów w granicach Imperium Rosyjskiego.
W dwudziestoleciu międzywojennym wieś leżała w Polsce, w województwie nowogródzkim (od 1926 w województwie wileńskim), w powiecie brasławskim, w gminie Brasław.
Według Powszechnego Spisu Ludności z 1921 roku zamieszkiwało wieś 157 osób, 138 było wyznania rzymskokatolickiego a 13 prawosławnego. Jednocześnie 5 mieszkańców  zadeklarowało polską przynależność narodową a 152 białoruska. Było tu 19 budynków mieszkalnych. W 1931 w 31 domach zamieszkiwały 192 osoby.
Miejscowość należała do parafii rzymskokatolickiej i prawosławnej w Brasławiu. Podlegała pod Sąd Grodzki w Brasławiu i Okręgowy w Wilnie; właściwy urząd pocztowy mieścił się w Brasławiu.